# 新红桥

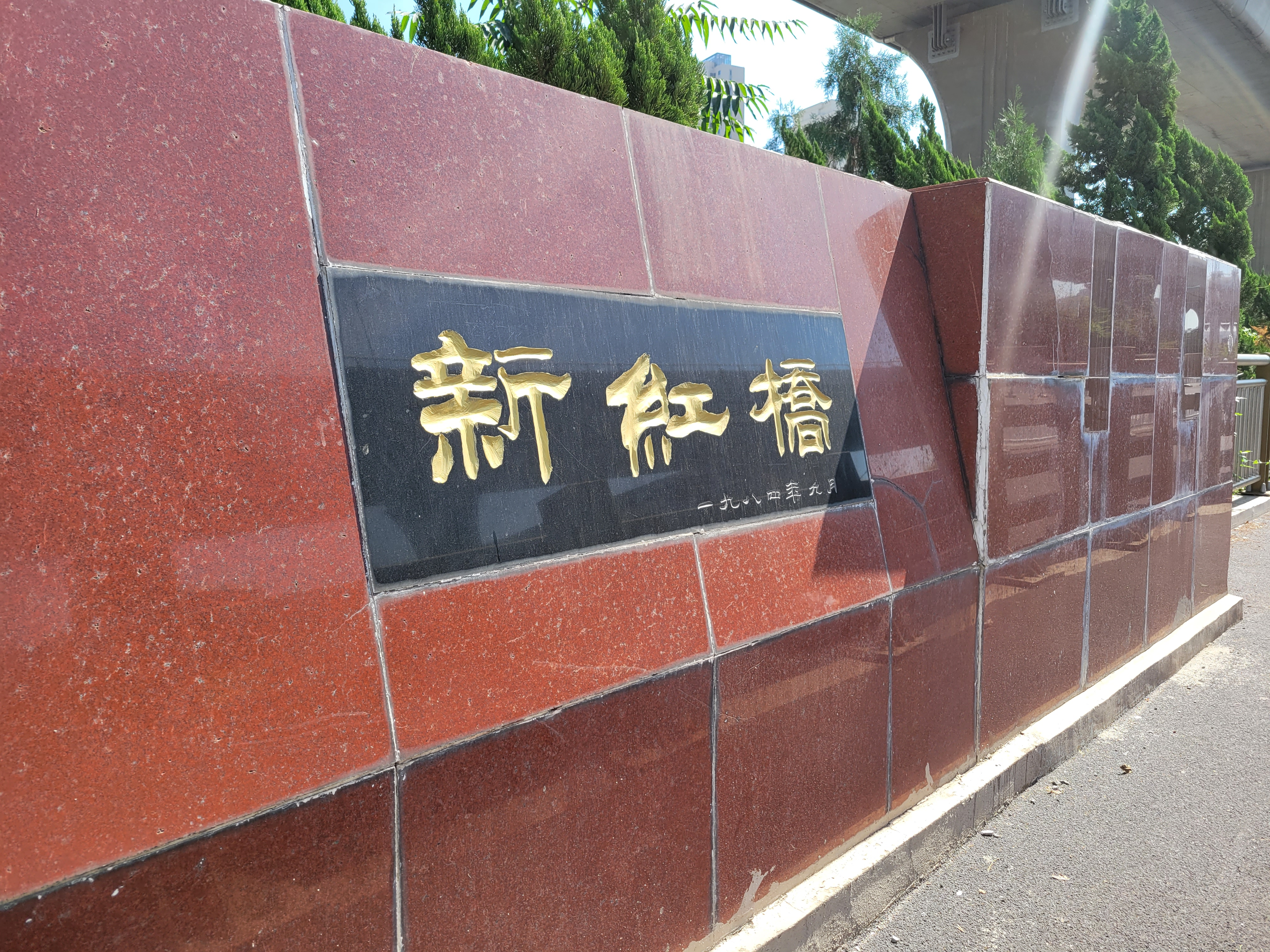
新红桥北侧桥头的题字

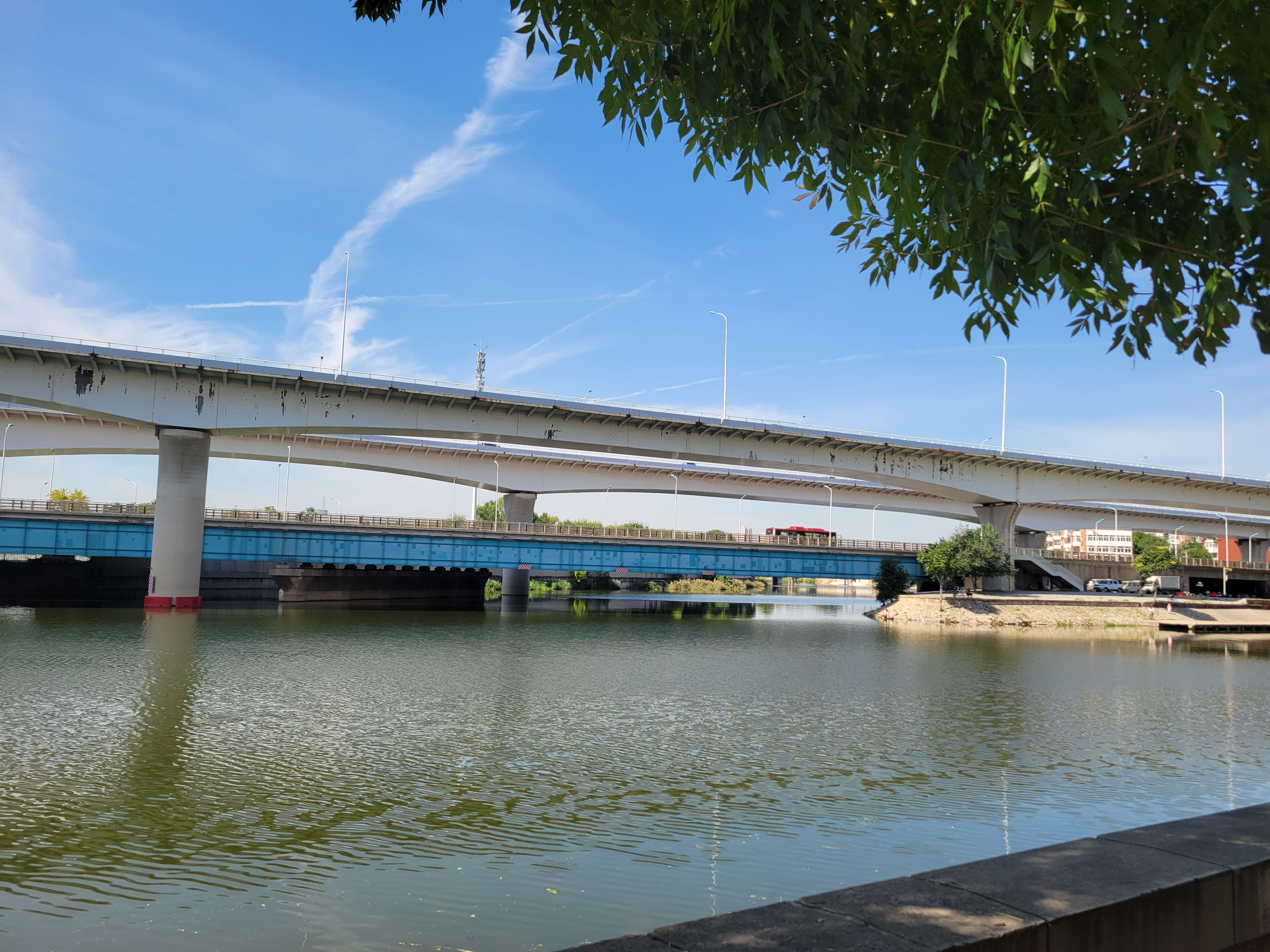
在子牙河对岸拍摄的新红桥(较低者）及其辅桥（两侧较高者）

新红桥位于天津市红桥区大红桥东侧，子牙河与北运河交汇口处，是跨越子牙河的一座公路桥梁，属于红桥区主要桥梁之一。
该桥最早建于1965年，为钢结构悬索吊桥，跨径80米，主桥路面宽7米，分上下行两车道，桥两侧人行道各宽2米，承重10吨。后在1984年，因承载能力不能满足需求，拆除改建为现钢筋混凝土桥。
新桥为北营门桥的一部分，为两跨连续钢桥，桥台为水泥混凝土墩台，钢筋混凝土灌注桩，桥面为混凝土浇铸。主桥部分为双孔连续梁，主孔路径87米，长176.506米，宽30.5米。北引桥接红桥北大街，南引桥接河北大街，主桥与南北引桥总长度696.40米，承重20吨。